# 一式貨物輸送機
一式貨物輸送機
一式貨物輸送機（キ56）
- 用途：輸送機
- 分類：貨物輸送機
- 設計者：土井武夫
- 製造者：川崎航空機
- 運用者：日本（陸軍）
- 生産数：121機
- 生産開始：1941年
- 運用状況：退役

一式貨物輸送機（いっしきかもつゆそうき、いちしきかもつゆそうき）は、大日本帝国陸軍の輸送機。キ番号（試作名称）はキ56。開発・製造は川崎航空機。
本項では一式貨物輸送機の前身であるロ式輸送機（ろしきゆそうき）についても詳述する。

## ロ式輸送機
日本陸軍と日本航空輸送（のちの大日本航空）は、アメリカの高速旅客機ロッキード L-14 スーパーエレクトラに注目し、1938年（昭和13年）にこれを30機購入した。陸軍はこれをロ式輸送機として制式採用し、前年にロッキード社から国内製造権を購入していた立川飛行機に対して、国産エンジン（ハ26）に換装して国産化を命じた。
L-14は、速度性能や搭載量は中島飛行機製の国産旅客機・輸送機である中島AT-2（九七式輸送機）と比べて優れていたが、低速時に失速する癖や安定性不良などの問題があった。このため、ロ式輸送機では翼端固定スラットを追加して対処した。また、国産化にあたって客室を再設計している。生産は当初立川で行われたが、途中から川崎への転換生産となった。総生産数は100機である。なお、1940年（昭和15年）9月6日には、同月4日に中国戦線で戦死（事故死）した陸軍砲兵少佐北白川宮永久王の遺体を立川飛行場まで輸送している。
また、帝国大学航空研究所の設計による本機をベースとした高高度実験機ロ式B型が2機製作され、与圧キャビンなどの試験に供された。

## 一式貨物輸送機

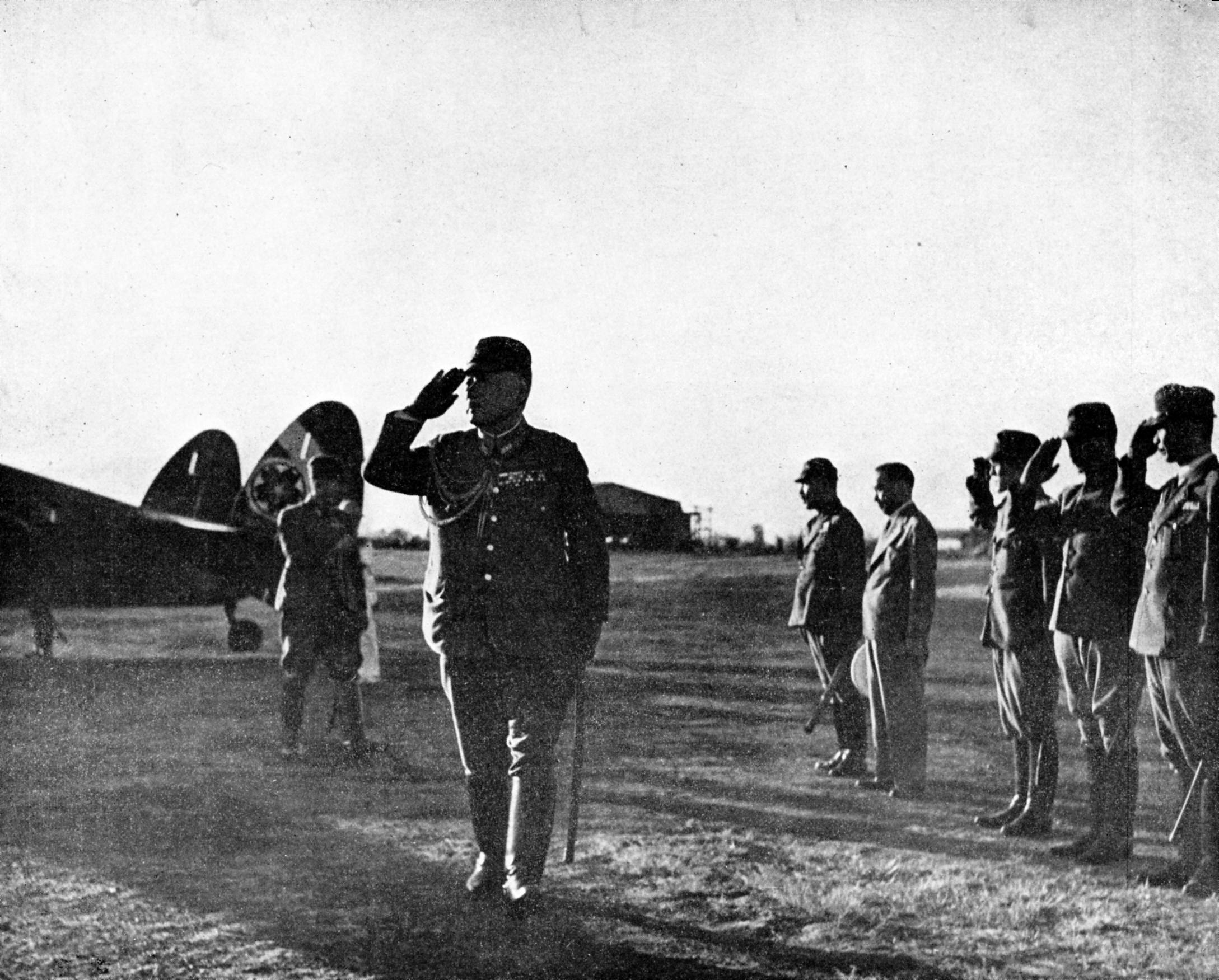
司令部飛行班の機体として、要人輸送（元帥杉山元大将）に使われる一式貨物輸送機

1939年（昭和14年）に陸軍は、ロ式輸送機の着陸時の安定性や、貨物搭載量を増加させた改良機であるキ56の開発を川崎に対して指示した。川崎では土井武夫技師を主務者として設計に着手し、1940年（昭和15年）11月に試作第1号機を完成させた。ロ式輸送機からの改修点は、胴体の延長、フラップの改修、ハ26-IIエンジンへの換装で、胴体の延長により安定性が増した他搭載量も増加した。審査の結果、一部改善箇所が指摘されたものの、1941年（昭和16年）12月に一式貨物輸送機として制式採用された（日本国際航空工業開発の別の輸送機、キ59が一式輸送機として制式採用されたため、区別のために一式貨物輸送機と呼ぶ）。
エンジンは、当初はハ26-IIだったが、後にハ25に換装された。胴体左側面に大型の貨物専用扉が設けられているのが特徴で、空冷エンジンならば3基まで搭載できる。また、貨物輸送の他兵員輸送も可能で、この場合兵員14名または落下傘兵10名を輸送することができる。原型となったL-14やロ式輸送機と比べると、胴体の延長や全備重量の増大により上昇力や速度性能が低下したが、安定性や離着陸性能は向上し、搭載量が増加したため、より実用的な機体となった。
1943年（昭和18年）9月までに121機が製造され、太平洋戦争（大東亜戦争）のパレンバン空挺作戦では、一〇〇式輸送機ともども挺進連隊（陸軍落下傘部隊）の輸送・降下に使用され、終戦まで各地で物資や人員の輸送任務に就いていた。

## 諸元
| 一式貨物輸送機（キ56） |                             |
| 項目                   | データ                      |
| 全長                   | 14.9m                       |
| 全高                   | 3.60m                       |
| 全幅                   | 19.64m                      |
| 翼面積                 | 51.20m²                     |
| エンジン               | ハ25×2（990PS）             |
| 乗員                   | 3-4名                       |
| 最高速度               | 398km/h（高度3,400m）       |
| 最高到達高度           | 7,400m                      |
| 航続距離               | 3,300km                     |
| 自重                   | 4,672kg                     |
| 搭載量                 | 2,400kgの物資または兵士14名 |
| 最大離陸荷重           | 8,024kg                     |